# カサス＝イバーニェス
カサス＝イバーニェス（Casas-Ibáñez）は、スペイン・カスティーリャ＝ラ・マンチャ州アルバセーテ県のムニシピオ（基礎自治体）。県都アルバセーテから52kmの距離に位置する。

## 地理
カサス＝イバーニェスはクエンカ県の南東部とアルバセーテ県の北東部にまたがる、歴史的コマルカであるマンチュエーラ郡を構成する25の自治体のうちのひとつであり、郡内の人口規模ではマドリゲーラスに次ぐ2位であつ。アルバセーテ県とバレンシア県の県境となっているカブリエル川が北側に、南側にフカル川が流れる低地にある。面積は103.22km2であり、標高は707mである。

### 人口
| カサス＝イバーニェスの人口推移 1900－2010               |
|                                                         |
| 出典:INE（スペイン国立統計局）1900年 - 1991年、1996年 - |

## 歴史
カサス＝イバーニェスは、1833年にアルバセーテ県が創設されたときに、それまで属していたビジェーナ領主の領するホルケーラから分離し、自治体として創設された。

## 経済
カサス＝イバーニェスはマンチュエーラ地区の中心として、同地区で生産される、穀物、サフラン、畜産物、ブドウなどの農産物や、加工食品産業や、食品加工機械、太陽光パネルなどの機械生産などを扱う産業がある。

## 政治
自治体首長はカスティーリャ＝ラ・マンチャ社会党（Partido Socialista de Castilla-La Mancha、PSCM-PSOE）のカルメン・ナバロン・ペレス（Carmen Navalón Pérez）で、自治体評議員は、カスティーリャ＝ラ・マンチャ国民党（Partido Popular de Castilla-La Mancha、PPCLM）：5、カスティーリャ＝ラ・マンチャ社会党：5、カスティーリャ＝ラ・マンチャ統一左翼（Izquierda Unida de Castilla-La Mancha）：1となっている（2011年5月22日の自治体選挙結果、得票順）
| 1999年6月13日自治体選挙 |        |        |          |
| 政党                    | 得票数 | 得票率 | 獲得議席 |
| PSOE                    | 1,540  | 58.29% | 7        |
| PP                      | 938    | 35.50% | 4        |
| IU                      | 141    | 5.34%  | 0        |

| 2003年5月25日自治体選挙 |        |        |          |
| 政党                    | 得票数 | 得票率 | 獲得議席 |
| PSOE                    | 1,313  | 49.90% | 6        |
| PP                      | 1,005  | 38.20% | 4        |
| IU                      | 232    | 8.82%  | 1        |

| 2007年5月27日自治体選挙 |        |        |          |
| 政党                    | 得票数 | 得票率 | 獲得議席 |
| PSOE                    | 1,356  | 51.76% | 6        |
| PP                      | 1,096  | 41.83% | 5        |
| IU-IC-LM                | 127    | 4.85%  | 0        |

| 2011年5月22日自治体選挙 |        |        |          |
| 政党                    | 得票数 | 得票率 | 獲得議席 |
| PP                      | 1,227  | 44.95% | 5        |
| PSOE                    | 1,215  | 44.51% | 5        |
| IU                      | 239    | 8.75%  | 1        |

### 司法行政
カサス＝イバーニェスはカサス＝イバーニェス司法管轄区に属し、同管轄区の中心自治体である。